# Daniel Ellsberg
Daniel Ellsberg (født 7. april 1931 død 16. juni 2023) var en amerikansk akademiker, der blandt andet blev kendt for at lække fortrolige papirer vedrørende Vietnamkrigen. Ellsberg havde en ph.d. i økonomi fra Harvard University.
Ellsberg blev født i Chicago, Illinois, USA. 
Daniel Ellsberg lækkede de såkaldte Pentagon Papers fra det amerikanske forsvarsministerium til avisen The New York Times, der publicerede historien i 1971.
Ellsberg var fortaler for whistleblowing og udviste bl.a. støtte til fordel for Frank Grevil.